# Lysiteles torsivus
Lysiteles torsivus là một loài nhện trong họ Thomisidae.
Loài này thuộc chi Lysiteles. Lysiteles torsivus được miêu tả năm 2006 bởi Zhang, Zhu & Tso.